# Adami János (testőr)
Adami János (17. század) költő.
Valószínűleg 1648 előtt született erdélyi szász családban. Gyulafehérváron Isaac Basire tanítványa volt, és őt külföldre is követte, ahol professzora közbenjárására az angol királyi testőrségbe vették föl. 
Megénekelte a nagy tűzvész utáni London nevezetességeit egy latin költeményben, amely angol fordításával együtt nyomtatásban is megjelent: Londinum heroico carmine perlustratum címen (London, 1670). A nyomtatvány Anglia és az Egyesült Államok számos könyvtárában megtalálható. A King’s College példányán jól olvasható az 1670-es évszám, de őriznek példányokat a cambridge-i egyetemi könyvtárban, a londoni Guildhall könyvtárában, illetve a washingtoni Folger Library-ban.
Basire ajánlólevele alapján Thomas Barlow (1607–1691), az oxfordi Bibliotheca Bodleiana főkönyvtárosa vette pártfogásába. Két trimesztert töltött a városban, amelyről búcsúzóul egy latin nyelvű költeményt írt. Ezt követően még egy ideig Angliában maradt, amiről egy 1672-es pénzkérő levele tanúskodik.